# Hazeus maculipinna
Hazeus maculipinna es una especie de peces de la familia de los Gobiidae en el orden de los Perciformes.

## Morfología
Los machos pueden llegar a alcanzar los 3,7 cm de longitud total.

## Hábitat
Es un pez de Mar y, de clima tropical y asociado a los  arrecifes de coral que vive hasta los 20 m  de profundidad.

## Distribución geográfica
Se encuentra en el Índico occidental: las Maldivas.

## Observaciones
Es inofensivo para los humanos. 